# Antonio Šiber
Antonio Šiber (Zagreb,  1972.), hrvatski je teorijski fizičar, pisac i društveni kritičar. Bavi se i računalnom grafikom, fotografijom, akvarelom, pisanjem pjesama i stripova te glazbom.

## Fizika
Antonio Šiber zaposlen je kao znanstveni savjetnik na Institutu za fiziku u Zagrebu, gdje se bavi se biofizikom, nanoznanošću i fizikom meke tvari. Objavio je više od pedeset radova u međunarodnim znanstvenim časopisima, u kojima je radio na pitanju fizike virusa, oblicima, energetici, dinamici i termodinamici nebioloških nanometarskih objekata, kvantnoj dinamici, optici, nanocijevima, raspršenju atoma termalne energije na površinama, itd. Na poslijediplomskom studiju biofizike na zagrebačkom PMF-u vodi kolegij Molekularna biofizika. 

## Popularizacija znanosti
Antonio Šiber se već više od desetljeća intenzivno bavi popularizacijom znanosti, za što je 2003. godine dobio nagradu od Hrvatskog fizikalnog društva za "nesebičan i pregalački rad na promociji fizike u Hrvatskoj". Održao je brojna znanstveno-popularna predavanja po Hrvatskoj, napisao više popularno-znanstvenih tekstova, te je sudjelovao u raznim televizijskim emisijama u kojima je govorio o znanstvenim temama. Godine 2005. Školska knjiga mu izdaje knjigu Svemir kao slagalica, popularno - znanstveni prikaz znanosti o strukturi tvari koji prelazi granice između fizike, kemije i biologije, na 202 stranice s više od 60 originalnih ilustracija.
Njegov popularno - znanstveni film Sfere unutar sfera, koji se bavi strukturom materije, distribuiran je u 17 000 primjeraka uz 98. broj Drva znanja, 2006. godine.

## Javno djelovanje
Šira javnost ga je upoznala za vrijeme gostovanja u HRT-ovoj emisiji Peti dan (od 2013. do 2016. godine), gdje je redovno komentirao širok spektar društvenih tema, zajedno s Nadeždom Čačinovič, Mimom Simić, Radom Borić, Marijom Selak, Deanom Dudom i Ninom Raspudićem. Žestoki je kritičar sustava znanstvenog financiranja. Tvrdi da "su znanstvena i poduzetnička kultura nekompatibilne kulture".  Prozivao je znanstvenu zajednicu zbog postojanja više lobija unutar iste, ali i kritizirao određene političke opcije, kao i proces kurikulne reforme.
Godine 2016., u vremenu kada je HRT prekinuo ugovor s emisijom Montirani proces, Šiber iskorištava svoj položaj voditelja Petog dana da javno prosvjeduje protiv takve odluke, noseći majicu na kojoj je pisalo "Proces je montiran". U emisiji je zaključio da je "stekao dojam da je sve teže razlikovati politiku od satire i komedije", te da "možda zato iz politike dolaze smjernice koje preusmjeravaju programe, emisije, kojima se nešto dopada, a nešto ne." Upozoren je da bi ga takav potez mogao koštati posla, a od 2016. više nije gost emisije Peti dan.

## Knjige
Osim popularno - znanstvene knjige Svemir kao slagalica, Šiber je 2008. godine, u izdanju naklade Jesenski i Turk, izdao roman Problem promatrača. Šiber svoj roman opisuje kao "mješoviti popularno-znanstvenom i znanstveno-fantastičnom romanu, sa filozofskim izletima koji se bavi pitanjem krajnjeg cilja znanosti i postojanjem istog". Roman se dotične i problema o kojima Šiber javno govori, kao problema financiranja u znanosti i utjecaja poduzetničkog duha na razvoj znanosti.
Godine 2018., zajedno sa slovenskim teorijskim fizičarom Primožem Ziherlom, objavljuje sveučilišni udžbenik Cellular Patterns u kojem se bave mehanikom koja stoji iza forme i strukture bioloških tkiva.  U vlastitoj naknadi 2019. godine objavljuje knjigu Skice dvorišta, a 2021. godine Livadske eseje.

## Vanjske poveznice
- Osobne stranice: Konstrukcija stvarnosti
- Poveznica na Institutu za Fiziku  Arhivirana inačica izvorne stranice od 3. lipnja 2016. (Wayback Machine)